# Syn-Dounkuy
Syn-Dounkuy est une commune située dans le département de Bondokuy de la province du Mouhoun au Burkina Faso.